# Communauté de l'agglomération havraise
« CODAH » redirige ici. Pour les articles homophones, voir Coda et Koda.
La Communauté de l'agglomération havraise (CODAH) est une ancienne communauté d'agglomération française, située dans le département de la Seine-Maritime et la région Normandie.
Elle fusionne avec ses voisines pour former, le 1er janvier 2019, la communauté urbaine dénommée Le Havre Seine Métropole.

## Historique
La Communauté de l'agglomération havraise a été créée par un arrêté préfectoral du 23 novembre 2000, et a commencé à fonctionner le 1er janvier 2001.
Une première réflexion incluse dans le schéma départemental de coopération intercommunale arrêté par le préfet de Seine-Maritime le 22 décembre 2011 prévoyait la fusion de la communauté d’agglomération havraise (CODAH), de la communauté de communes de Saint-Romain-de-Colbosc et de la communauté de communes du canton de Criquetot-l’Esneval, afin de « conforter un pôle solide, aux compétences claires et au rayonnement incontestable » centré sur l'agglomération havraise. Cette fusion, qui aurait abouti au regroupement de 54 communes soit environ 280 000 habitants,, n'a pas été réalisée[pourquoi ?].
Dans le cadre de l'approfondissement de la coopération intercommunale prévu par la loi portant nouvelle organisation territoriale de la République (Loi NOTRe) du 7 août 2015, le projet de nouveau schéma départemental de coopération intercommunale présenté par le préfet de Seine-Maritime le 2 octobre 2015 prévoit à nouveau la fusion de la « communauté d’agglomération havraise (236 997 habitants) et de la communauté de communes du canton de Criquetot-l'Esneval (16 394 habitants) » (mais sans la communauté de Communes de Saint-Romain-de-Colbosc, renommée entre-temps communauté de communes Caux Estuaire).
La communauté d'agglomération fusionne avec Communauté de communes Caux Estuaire et la Communauté de communes du canton de Criquetot-l'Esneval pour former le 1er janvier 2019 la communauté urbaine dénommée Le Havre Seine Métropole,,,.

## Territoire communautaire

### Géographie
L'intercommunalité regroupait des communes de la proche région du Havre, mais ne concerne qu'une partie seulement de l'aire urbaine du Havre, définie par l’INSEE, qui a été étendue en 2010 de 72 à 81 communes.

### Composition
La Communauté de l'agglomération havraise regroupait 17 communes et 236 133 habitants sur 190,65 km2.
| Nom                    | Code Insee | Gentilé         | Superficie (km2) | Population (dernière pop. légale) | Densité (hab./km2) |
| ---------------------- | ---------- | --------------- | ---------------- | --------------------------------- | ------------------ |
| Le Havre (siège)       | 76351      | Havrais         | 46,95            | 166 462 (2022)                    | 3 546              |
| Cauville-sur-Mer       | 76167      | Cauvillais      | 11,19            | 1 679 (2022)                      | 150                |
| Épouville              | 76238      | Épouvillais     | 5,59             | 2 624 (2022)                      | 469                |
| Fontaine-la-Mallet     | 76270      | Fontainais      | 6,68             | 2 713 (2022)                      | 406                |
| Fontenay               | 76275      | Fontenaysiens   | 5,61             | 1 783 (2022)                      | 318                |
| Gainneville            | 76296      | Gainnevillais   | 4,65             | 2 529 (2022)                      | 544                |
| Gonfreville-l'Orcher   | 76305      | Gonfrevillais   | 25,81            | 8 939 (2022)                      | 346                |
| Harfleur               | 76341      | Harfleurais     | 4,21             | 8 296 (2022)                      | 1 971              |
| Manéglise              | 76404      | Manéglisais     | 8,35             | 1 267 (2022)                      | 152                |
| Mannevillette          | 76409      | Mannevillettais | 4,21             | 926 (2022)                        | 220                |
| Montivilliers          | 76447      | Montivillons    | 19,09            | 15 671 (2022)                     | 821                |
| Notre-Dame-du-Bec      | 76477      | Becquais        | 3,99             | 477 (2022)                        | 120                |
| Octeville-sur-Mer      | 76481      | Octevillais     | 20,37            | 6 147 (2022)                      | 302                |
| Rogerville             | 76533      | Rogervillais    | 9,5              | 1 720 (2022)                      | 181                |
| Rolleville             | 76534      | Rollevillais    | 7,06             | 1 217 (2022)                      | 172                |
| Sainte-Adresse         | 76552      | Dionysiens      | 2,26             | 7 015 (2022)                      | 3 104              |
| Saint-Martin-du-Manoir | 76616      | Saint-Martinais | 5,13             | 1 496 (2022)                      | 292                |

### Démographie
Si la ville-centre du Havre voit sa population de baisser de 5,2 % par an en moyenne jusqu’en 1990, puis de 4,9 % par an de 1990 à 2009, les autres communes de la CODAH, qui constituent la « première couronne » de l'aire urbaine, ont enregistré en moyenne des hausses de population de 13,2 %, entre 1975 et 1990, mais, de 1990 à 2009, cette première couronne enregistrait à son tour une baisse modérée de population au rythme annuel de - 0,4 %, au bénéfice de la « seconde couronne ».
Les communes de cette seconde couronne ont enregistré des hausses moyennes de population de 15,5 %, entre 1975 et 1990. Leur croissance démographique s'est poursuivie entre 1990 et 2009, au rythme annuel de 9,8 %, ce qui établit un fort étalement urbain de la région havraise.
Ce mouvement semble se ralentir, et la population municipale du Havre au 1er janvier 2011 est évaluée à 174 156 habitants, soit une baisse annuelle réduite à 0,8 %.
| 1968    | 1975    | 1982    | 1990    | 1999    | 2010    | 2015    |
| ------- | ------- | ------- | ------- | ------- | ------- | ------- |
| 252 240 | 268 063 | 259 796 | 260 189 | 255 082 | 239 661 | 236 133 |

## Organisation

### Siège
La communauté d'agglomération avait son siège au Havre, Hôtel d’Agglomération, 19 rue Georges Braque.

### Élus
La communauté d'agglomération était administrée par son Conseil communautaire, composé à compter des élections municipales de 2014, de 47 conseillers municipaux titulaires et 7 suppléants, représentant chacune des communes membres, à raison de :
- 18 délégués pour Le Havre,
- 4 délégués pour Montivilliers,
- 3 délégués pour Gonfreville-l'Orcher, Harfleur et Sainte-Adresse,
- 2 délégués pour Octeville-sur-Mer, Épouville, Fontaine-la-Mallet et Gainneville,
- 1 délégué et son suppléant pour les autres communes[14].

Le conseil communautaire du 18 avril 2014 a réélu son président et désigné ses vice-présidents, qui étaient :
| Identité | Identité                      | Étiquette | Autres mandats |
| -------- | ----------------------------- | --------- | --- |
|          | Florent Saint-Martin          | MoDem     | Conseiller municipal du Havre |
|          | Daniel Fidelin                | LR        | Maire de Montivilliers VP délégué à la mobilité |
|          | Valérie Egloff                | UDI       | Conseillère municipale du Havre Conseillère régionale VP déléguée à la santé, développement durable et salubrité publique                             |
|          | Alban Bruneau                 | PCF       | Maire de Gonfreville-l'Orcher VP délégué aux risques majeurs et environnement industriels conseiller départemental du canton du Havre-3 (depuis 2017) |
|          | Jean-Baptiste Gastinne        | DVD       | CM du Havre VP délégué au Développement économique, tourisme et enseignement supérieur                                                                |
|          | Christine Morel               | PCF       | Maire d'Harfleur VP déléguée à l'eau et assainissement                                                                                                |
|          | Gilbert Conan                 | DVD       | Maire d'Epouville VP délégué à la Collecte et recyclage des déchets                                                                                   |
|          | Hubert Dejean de la Batie     | UDI       | Maire de Sainte-Adresse Conseiller régional VP délégué aux projets d'équipements d'agglomération, prospective et innovation                           |
|          | Jean-Louis Rousselin          | DVD       | Maire d'Octeville-sur-Mer député (2017) VP délégué au développement agricole                                                                          |
|          | Michel Maillard               | DVD       | Conseiller municipal du Havre VP délégué aux finances, marchés et juridique                                                                           |
|          | Daniel Soudant                | DVD       | Maire de Manéglise président du Syndicat mixte des bassins-versants VP délégué aux eaux pluviales, gestion des rivières et zones humides              |
|          | Maria-Dolorès Gautier Hurtado | DVD       | Maire de Saint-Martin-du-Manoir VP déléguée aux ressources humaines et mutualisation                                                                  |
|          | Jean-Louis Maurice            | DVD       | Maire de Fontaine-la-Mallet VP délégué à la qualité, services aux usagers et valorisation foncière                                                    |
|          | Christian Grancher            | DVD       | Maire de Cauville-sur-Mer VP aux politiques d'agglomération, gestion et maintenance des équipements d'agglomération                                   |

Le bureau de l'agglomération pour la mandature 2014-2020 est constitué du président, des vice-présidents et de Laurent Gille (élu de Montivilliers), Agnès Canayer (maire-adjointe du Havre), Hubert Bénard (maire de Gainneville), Sébastien Tasserie (Conseiller municipal du Havre), Avelyne Chirol (maire de Rogerville), Pascal Cornu (élu de Notre-Dame-du-Bec), Pascal Leprettre (maire de Rolleville), Bernard Lecarpentier (maire de Fontenay), Marie-Laure Drone (maire-adjointe du Havre), Dominique Grancher (maire de Mannevillette).
À la suite de la démission d'Édouard Philippe, devenu premier ministre, Luc Lemonnier, maire du Havre, est élu président de la CODAH le 25 juin 2017 et procède à la nouvelle organisation présentée ci-dessus.

### Liste des présidents
| Période | Période | Identité          | Étiquette | Qualité |
| ------- | ------- | ----------------- | --------- | --- |
| 2001    | 2010,   | Antoine Rufenacht | UMP       | Administrateur civil du Trésor Chef d'entreprise Maire du Havre (1995 → 2010) Démissionnaire                                                                                      |
| 2010    | 2017    | Édouard Philippe  | LR        | Premier ministre (depuis 2017) Maire du Havre (2010 → 2017) Député de la Seine-Maritime (7e circ. (2012 → 2017) Démissionnaire à la suite de sa nomination comme Premier ministre |
| 2017    | 2018    | Luc Lemonnier     | LR        | Maire du Havre (2017-2019) Conseiller départemental du Havre-6 (2015 →) Vice-président du conseil départemental de la Seine-Maritime (2015 →)                                     |

### Compétences
L'agglomération exerçait les compétences qui lui sont transférées par les communes membres, dans les conditions définies par le code général des collectivités territoriales.
Il s'agissait de :
Développement économique
- Zones d’activités industrielle, commerciale, tertiaire, artisanale, touristique, portuaire ou aéroportuaire reconnues d’intérêt communautaire ;
- Office de tourisme communautaire ;
- Actions de développement économique d’intérêt communautaire ;

Aménagement de l’espace communautaire
- Schéma directeur et schéma de secteur,
- Zones d’aménagement concerté d’intérêt communautaire*,
- Organisation des transports urbains.

Équilibre social de l’habitat sur le territoire communautaire
- Programme local de l’habitat
- Politique du logement, notamment du logement social d’intérêt communautaire et action par des opérations d’intérêt communautaire en faveur du logement des personnes défavorisées
- Amélioration du parc immobilier bâti d’intérêt communautaire.

Politique de la ville sur l’espace communautaire
- Dispositifs contractuels de développement urbain, local et d’insertion économique et sociale d’intérêt communautaire ;
- Dispositifs locaux d’intérêt communautaire de prévention de la délinquance ;

Création ou aménagement et entretien de voirie d’intérêt communautaire
Création ou aménagement et gestion de parcs de stationnement d’intérêt communautaire
Eau
Assainissement.
Protection et mise en valeur de l’environnement et du cadre de vie
- Lutte contre la pollution de l’air ;
- Lutte contre les nuisances sonores
- Collecte et traitement des déchets des ménages et assimilés.

Compétences diverses
- Équipements culturels et sportifs d’intérêt communautaire :
- Hygiène – Santé publique ;
- Risques majeurs ;
- Aire de grand passage pour les gens du voyage ;
- Gestion du Parc de Rouelles et de ses abords ;
- Gestion de l’éclairage public sur certaines voies communautaires ;
- Infrastructures et des réseaux de communications électroniques ;
- Gestion écologique et durable des rivières et des milieux aquatiques associé ;
- Exploitation du service public d’assainissement d’eaux pluviales en milieux urbain et rural ;
- Développement de l’enseignement supérieur, de la recherche et de l’innovation :
  - actions de financement et de soutien à l’investissement et/ou au fonctionnement des activités d’enseignement supérieur ;
  - maîtrise d’ouvrage pour la construction d’établissements d’enseignement supérieur dans le cadre des dispositions règlementaires et législatives en vigueur ;
  - aides financières aux étudiants chercheurs, à l’organisation de congrès, colloques, forums et opérations favorisant le développement des activités d’enseignement supérieur ;
- Gestion d’un SIG d’agglomération ;
- Gestion des trafics routiers à l’échelle de l’Agglomération ;
- Transport des élèves des écoles primaires vers les piscines communautaires ;
- L’instruction des actes d’urbanisme[19].

### Régime fiscal
La communauté d'agglomération est financée par la fiscalité professionnelle unique (FPU), qui a succédé a la Taxe professionnelle unique (TPU), et qui assure une péréquation fiscale entre les communes regroupant de nombreuses entreprises et les communes résidentielles.

## Réalisations

### Développement économique
La CODAH joue un rôle important dans l'activité économique de son territoire puisqu'elle est chargée de gérer les axes de commerce et de communications principaux qui font du Havre une ville ouverte sur le monde (Port 2000, aéroport...). Le site Le Havre Développement a été réalisé pour contribuer au développement de l'activité.

### Transport interurbains

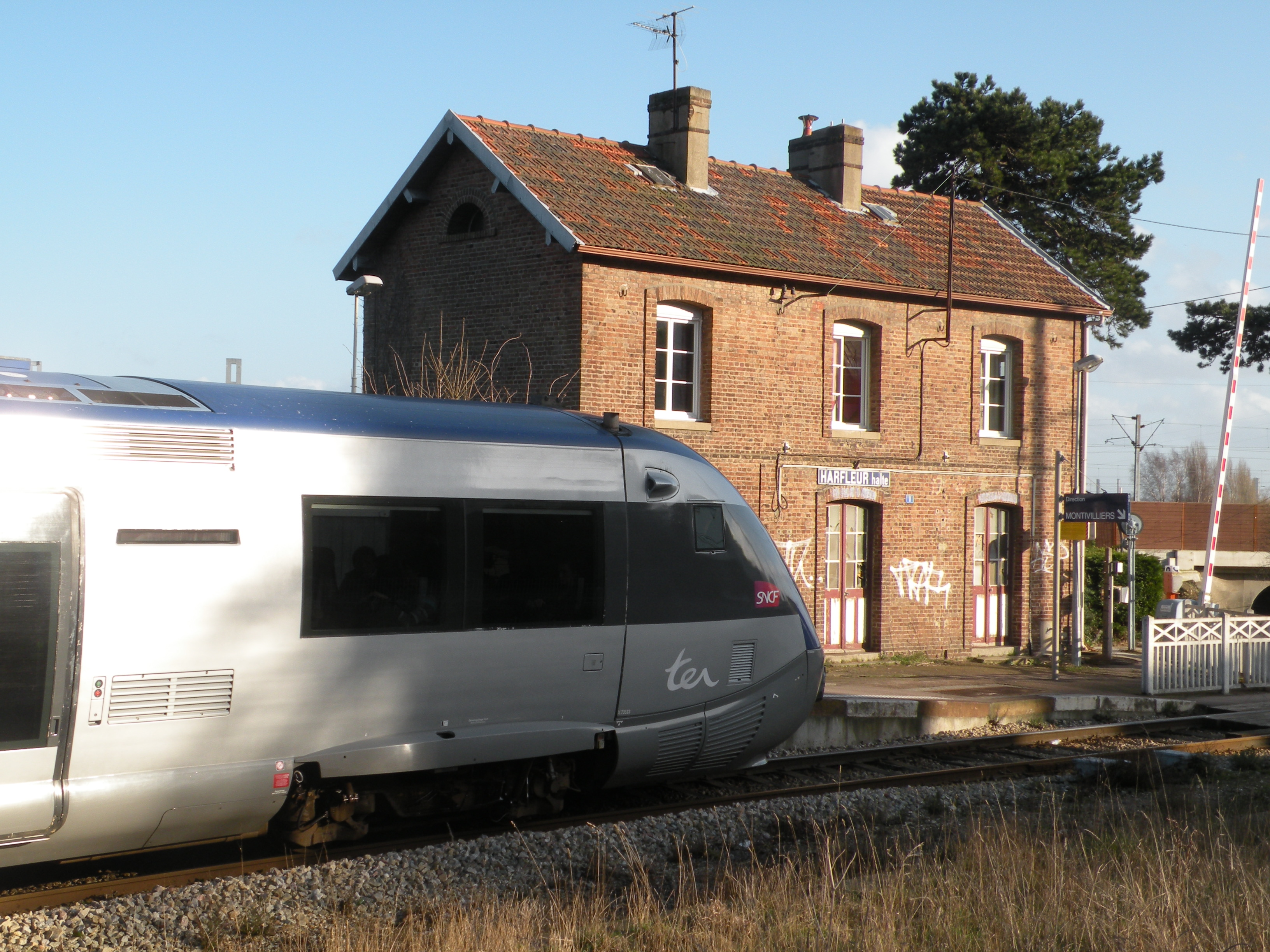
La halte d'Harfleur.

La ligne Lézard' express régionale exploite par autorails une partie de la ligne Le Havre-Graville - Tourville-les-Ifs, desservant les gares SNCF situées sur le territoire de la CODAH. Inaugurée en 2001 grâce au financement de la CODAH et la région Haute-Normandie, la ligne est exploitée par la CTPO et par la SNCF. Cette ligne à la particularité d'être accessible avec un simple titre de transport de la CTPO (1,70 € pour un ticket standard).
Fréquentée par environ 1 800 voyageurs par jour, la LER dessert les centres-bourgs de Rolleville, Épouville, Montivilliers, l’hôpital Jacques Monod, le centre commercial de La Lézarde, Harfleur, et la gare SNCF du Havre en passant par le pôle d'échanges de Graville.

### Transports urbains

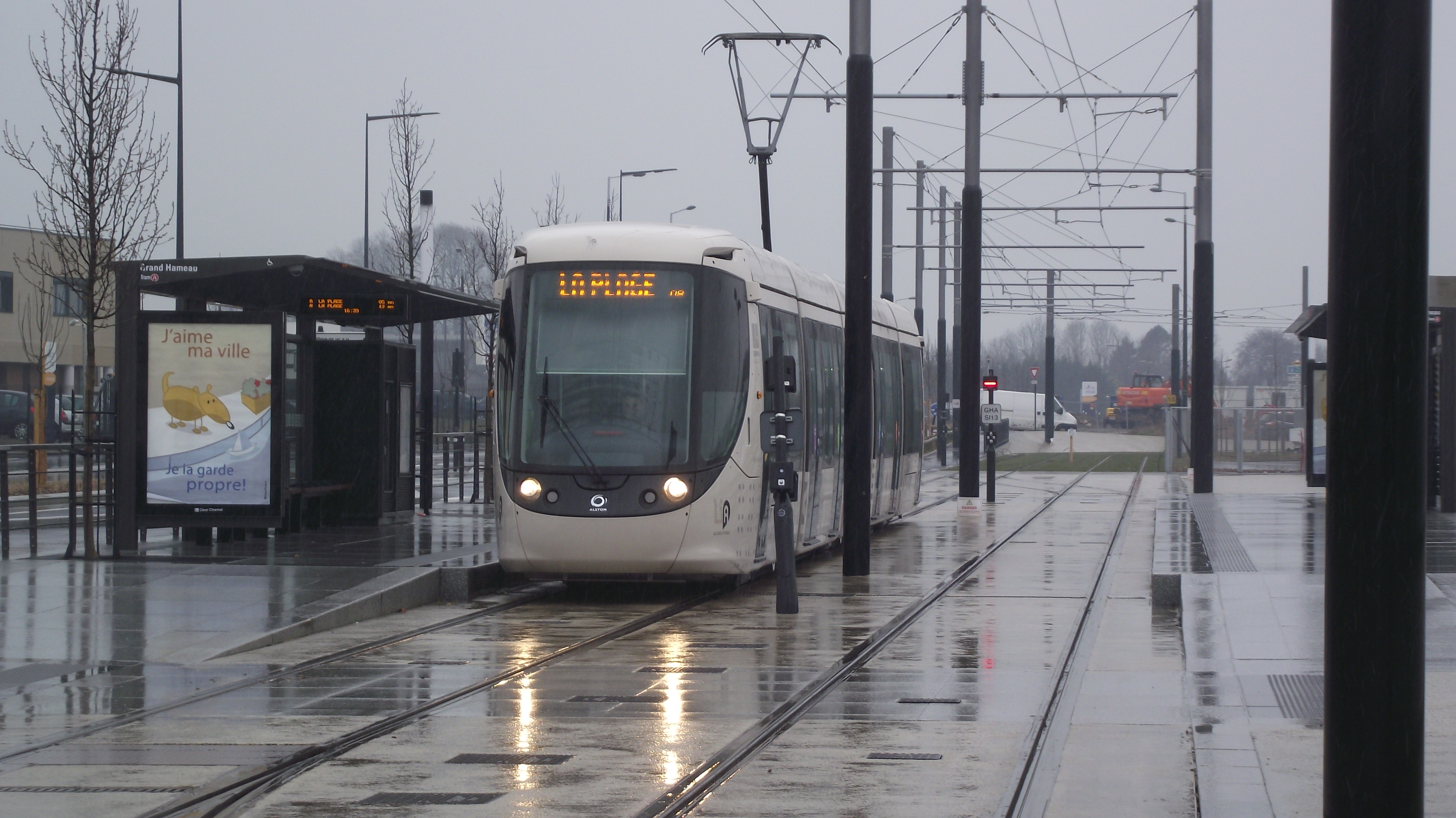
Tramway à la station Grand Hameau.

La CODAH était l'autorité organisatrice de la mobilité sur son territoire. Elle a confié l'exploitation des transports publics de l'agglomération à la Compagnie des transports de la porte océane (CTPO), filiale de Veolia Transport.
L'agglomération était propriétaire des véhicules, aménagements urbains...et joue également un rôle important dans le financement d'investissements lourds tels que le renouvellement des bus, la conception de la ligne de LER ou le tramway du Havre.
L'agglomération a en effet créé une ligne de tramway en fourche, mise en service le 12 décembre 2012. Ce mode de transport collectif a effectué son retour depuis la fermeture des dernières lignes de l'ancien tramway du Havre en 1951. La nouvelle ligne relie les quartiers nord (Caucriauville, Aplemont, Mont-Gaillard) au centre-ville et la plage et est en correspondance avec les lignes de Lézard' express régionale (LER) déjà existantes qui permettent de rejoindre d'autres communes de l'agglomération comme Montivilliers ou Rolleville.

### Publications
La CODAH publiait Terre d'Agglo, un magazine bi-annuel distribué gratuitement dans la boite aux lettres des habitants de l'agglomération. Ce magazine d'une vingtaine de pages contenant les réalisations et projets à venir de la CODAH est consultable gratuitement dans la section "Publications" du site de la CODAH.